# Scheibenfelsen (Bannwald)
Das Gebiet Scheibenfelsen ist ein mit Verordnung vom 20. Februar 2004 durch die Körperschaftsforstdirektion Freiburg ausgewiesener Bannwald (Schutzgebiet-Nummer 100056) bei Oberried im Landkreis Breisgau-Hochschwarzwald in Baden-Württemberg.

## Lage
Das Schutzgebiet befindet sich am Hang des Zastler Tals westlich der Gemeinde Oberried. Es liegt im Staatswald Landkreis Breisgau-Hochschwarzwald auf den Flurstücken 085453-000-00015/000 (teilweise) und 085453-000-00030/000 (teilweise).
Im Norden grenzt der Bannwald an das Landschaftsschutzgebiet Wagensteigtal-Höllental, er liegt im Vogelschutzgebiet Südschwarzwald und er liegt im Biosphärengebiet Schwarzwald.

## Vegetation
Im Bannwald kommen laut Waldbiotopkartierung die folgenden Pflanzen vor:
Weiß-Tanne, Spitz-Ahorn, Berg-Ahorn, Gewöhnliche Felsenbirne, Gewöhnliches Ruchgras, Nordischer Streifenfarn, Wald-Frauenfarn, Felsen-Leimkraut, Hänge-Birke, Wald-Zwenke, Wald-Reitgras, Sparrige Segge, Gemeine Hainbuche, Langblättriges Waldvöglein, Großes Hexenkraut, Gemeine Hasel, Drahtschmiele, Gewöhnlicher Dornfarn, Breitblättriger Dornfarn, Rotbuche, Gemeine Esche, Gemeiner Hohlzahn, Waldmeister, Savoyer Habichtskraut, Doldiges Habichtskraut, Großes Springkraut, Echtes Leinkraut, Weißliche Hainsimse, Wald-Hainsimse, Wiesen-Wachtelweizen, Einblütiges Perlgras, Wald-Bingelkraut, Wald-Sauerklee, Gemeine Fichte, Gewöhnlicher Tüpfelfarn, Espe, Hasenlattich, Vogelkirsche, Traubeneiche, Sal-Weide, Schwarzer Holunder, Roter Holunder, Fuchssches Greiskraut, Klebriges Greiskraut, Gewöhnliche Goldrute, Weiß-Tanne, Echte Mehlbeere, Vogelbeere, Hain-Sternmiere, Salbei-Gamander, Sommerlinde, Heidelbeere, Dreiblättriger Baldrian, Echter Ehrenpreis.

## Schutzzweck
Der Schutzzweck des Bannwalds ist gemäß Schutzgebietsverordnung
- Die unbeeinflusste, spontane Entwicklung des Waldes mit seinen Tier- und Pflanzenarten (Schutz des Sukzessionsablaufs, Prozessschutz) sowie die wissenschaftliche Beobachtung der Entwicklung zu gewährleisten.
- Dies beinhaltet den Schutz der Lebensräume und -gemeinschaften, die sich im Gebiet befinden, sich im Verlauf der eigendynamischen Entwicklung des Waldbestandes innerhalb des Schutzgebietes ändern oder durch die eigendynamische Entwicklung entstehen.

## Betreuung
Wissenschaftlich betreut wird der Bannwald durch die Forstliche Versuchs- und Forschungsanstalt Baden-Württemberg (BVA).